# Kanin (zodiak)
Kaninen är det fjärde djuret av de tolv zodiakdjuren inom kinesisk astrologi.  De tolv djuren omfattar varsitt år, när tolv år har gått börjar cykeln om.

## År och de fem elementen
Personer som är födda inom dessa datum är födda "i kaninens år", men de har även följande elementtecken:
- 29 januari 1903 - 15 februari 1904: Vattenkanin
- 14 februari 1915 - 2 februari 1916: Träkanin
- 2 februari 1927 - 22 januari 1928: Eldkanin
- 19 februari 1939 - 7 februari 1940: Jordkanin
- 6 februari 1951 - 26 januari 1952: Metallkanin
- 25 januari 1963 - 12 februari 1964: Vattenkanin
- 11 februari 1975 - 30 januari 1976: Träkanin
- 29 januari 1987 - 16 februari 1988: Eldkanin
- 16 februari 1999 - 4 februari 2000: Jordkanin
- 3 februari 2011 - 22 januari 2012: Metallkanin
- 2023-2024: Vattenkanin
- 2035-2036: Träkanin
- 2047-2048: Eldkanin